# Orexina
Las orexinas, también llamadas hipocretinas, son los nombres comunes puestos a un par de hormonas neuropéptidas excitantes que fueron simultáneamente descubiertas por dos investigadores en cerebros de rata.
El nombre original, hipocretina (hypocretin, en inglés), derivó del hecho, en 1998 cuando se descubrieron, de querer reflejar la localización primaria de células productoras de hipocretina en el hipotálamo y una similitud de secuencia con la hormona secretina. El término "hipocreatina"  no es correcto y ha sido una traducción desafortunada que aparece en algunos artículos y libros, lo que origina confusión ya que parece derivar la palabra hipocretina de la creatina, un ácido orgánico nitrogenado que se encuentra en los músculos y células nerviosas de algunos organismos vivos.
Los dos péptidos en cuestión (Orexina-A y -B, o hipocretinas-1 y-2), son producidos por el procesamiento de una única proteína precursora preprohipocretina. La orexina-A/hipocretina-1 contiene 33 residuos de aminoácidos y tiene dos puentes disulfuro, mientras que la orexina-B/hipocretina-2 está formada por una cadena lineal de 28 residuos de aminoácidos. Aunque estos péptidos son producidos por una muy pequeña cantidad de células en el hipotálamo lateral y posterior, envían proyecciones a todas partes del cerebro. Los péptidos de orexina se ligan a las dos proteínas receptoras de orexinas acopladas a proteínas G, OX1 y OX2. La orexina-A se liga en ambos receptores OX1 y OX2 con aproximadamente la misma afinidad, mientras que la orexina-B se liga principalmente con la OX2, siendo 5 veces menos potente el enlace con OX1.
Las orexinas/hipocretinas son proteínas fuertemente conservadas, que se encuentran en la mayoría de los vertebrados.

## Función
Se sugirió inicialmente que el sistema orexina/hipocretina estaba implicado en la estimulación de toma de alimentos. Esta opinión se basó en el descubrimiento de que la administración central de la orexina-A/hipocretina-1 incrementa la toma de alimentos. Además, estimula el insomnio y el gasto de energía.

### Vigilia (estado de alerta)
La orexina parece promover el estado de vigilia. Recientes estudios indican que un papel importante del sistema orexina/hipocretina es de integrar las influencias metabólicas del ritmo circadiano y de la deuda de sueño para determinar si un animal debe estar dormido o despierto y activo. Las neuronas orexina/hipocretina excitan fuertemente varios núcleos del cerebro que tienen roles importantes en el insomnio, cómo son los sistemas de dopamina, norepinefrina, histamina y acetilcolina, y parecen jugar un papel importante en la estabilización del insomnio y del sueño.
El descubrimiento que una mutación del receptor de la orexina/hipocretina causa trastornos del sueño caninos cómo la narcolepsia en dóbermans pinscher indicó posteriormente el papel mayor de este sistema en la regulación del sueño.
La carencia en el gen de la orexina producida por knockout genético en ratones también causó narcolepsia. Permutando frecuentemente y rápidamente entre el sueño y la vigilia, estos ratones mostraron muchos de los síntomas de la narcolepsia. Investigadores están usando este modelo animal de narcolepsia para estudiar la enfermedad. La narcolepsia resulta en una excesiva falta de sueño diaria, incapacidad para mantener la vigilia durante el día (y el sueño por la noche), y la cataplejía, que es la pérdida del tonus muscular en respuesta a las emociones fuertes, generalmente positivas. Los perros que carecen de un receptor funcional para la orexina/hipocretina tienen narcolepsia, mientras que los animales y la gente falta del neuropéptido mismo de la orexina/hipocretina también tienen narcolepsia.
La administración central de la orexina-A/hipocretina-1 promueve fuertemente el estado de vigilia, aumenta la temperatura corporal y la locomoción y obtiene un fuerte incremento en el gasto de energía. La privación de sueño también incrementa la transmisión de orexina-A/hipocretina-1. El sistema orexina/hipocretina podría así pues ser más importante en la regulación del gasto de energía que en la toma de alimentos. De hecho, los pacientes narcolépticos deficientes en orexina/hipocretina aumentaron más bien los niveles de obesidad que disminuyeron el IMC, lo que hubiese podido ser lo esperado si la orexina/hipocretina hubiese sido primeramente un péptido de estimulación del apetito. Otra indicación que el déficit de orexina/hipocretina causa narcolepsia es que privando monos de sueño durante 30-36 horas y luego inyectándoles orexina-A, se observó un alivio de las deficiencias cognitivas generalmente observadas con tan gran cantidad de pérdida de sueño.
En los humanos, la narcolepsia está asociada con una variante específica del complejo de los antígenos leucocitarios humanos (HLA). Por otro lado, un amplio análisis de genoma mostró que, además de la variante HLA, la narcolepsia humana también exhibe una mutación genética específica del locus alpha de los receptores de linfocito T. En definitiva, estas anomalías genéticas causan que el sistema autoimmune ataque y mate las neuronas críticas de hipocretina. De ahí que la ausencia de neuronas productoras de hipocretinas en narcolépticos humanos podría ser el resultado de un trastorno autoimmune.

### Estado de alerta (vigilia), Beta-amiloide y enfermedad de Alzheimer
Una relación entre la orexina y la enfermedad de Alzheimer ha sido sugerida recientemente. La enigmática proteína Beta-amiloide se propaga con el tiempo en el cerebro y está correlacionada con la enfermedad de Alzheimer. El reciente estudio muestra que la expresión de la Beta-amiloide aumenta durante el día y decae por la noche, siendo estos hechos controlados por la orexina. La privación de sueño es posiblemente una causa del desarrollo de placas de Beta-amiloide. Se sugiere que algunas drogas que bloquean los receptores de orexina podrían ser usados para modular el aumento de Beta-amiloide. Esta investigación también sugiere que manteniendo apropiados periodos de sueño o de vigilia se podría prevenir la enfermedad de Alzheimer, asumiendo que 1) la Beta-amiloide es la causa de la enfermedad de Alzheimer y 2) que los ciclos sueño-vigilia influyen más en el incremento de Beta-amiloide en los cerebros de los enfermos de Alzheimer que otros factores- dos hechos que no han sido probados.

### Toma de alimentos
El estudio que dio nombre a las orexinas mostró que la administracíon de los péptidos en el cerebro augmentaba la ingesta de comida. Dado que la función principal de las hipocretinas-orexinas es la vigil. Es muy probable que el incremento de comida se deba a la liberación de dopamina asociada a la actividad hipocretinérgica.
La leptina es una hormona producida por las células adiposas y actúa cómo una regulación interna a largo plazo del estado de energía.
La ghrelina es un factor a corto plazo secretado por el estómago justo antes de una comida esperada, y promueve fuertemente la toma de alimentos.
Recientemente se ha demostrado que las células que producen orexina/hipocretina están inhibidas por la leptina (mediante el receptor de leptina), pero son activadas por la grelina y la hipoglucemia( la glucosa inhibe la producción de orexina). La orexina/hipocretina, en 2007, es sospechosa de ser un importante enlace entre el metabolismo y la regulación del sueño. Tal relación ha sido sospechada desde hace mucho tiempo. Esta opinión se basaba en la observación que privaciones de largos plazos de sueño en roedores incrementaban dramáticamente la toma de alimentos y el metabolismo energético, i.e., catabolismo, con unas consecuencias letales a largo plazo.

### Potencial farmacológico
La investigación en orexina/hipocretina aún está en una fase inicial, aunque varios científicos creen que las drogas basadas en orexina/hipocretina podrían ayudar a los narcolépticos e incrementar la vigilancia en el cerebro sin los efectos secundarios de las anfetaminas.
La investigación preliminar fue conducida para mostrar el potencial de los bloqueadores de las orexinas en el tratamiento del alcoholismo. Ratas de laboratorio a quiénes se dio drogas que apuntan al sistema de las orexinas perdieron interés en el alcohol a pesar de que se les dio acceso libre en los experimentos
Un estudio ha reportado que el trasplante de neuronas de orexina/hipocretina en la formación pontina reticulada es factible, indicando el desarrollo de las estrategias alternativas terapéuticas además de las intervenciones farmacológicas que tratan la narcolepsia.
Ya se había observado que los receptores de la hipocretina-1 regulan la recaída en la búsqueda de la cocaína, pero ahora un nuevo estudio investiga su relación con la nicotina gracias a unas experiencias en ratas. Bloqueando el receptor de la hipocretina-1 con bajas dosis de los antagonistas selectivos SB-334,867, la auto administración de nicotina disminuye, al igual que la motivación para buscar y obtener la droga. El estudio mostró que bloqueando los receptores en la ínsula disminuía la auto administración, pero no bloqueando los receptores en el adyacente córtex somatosensor. La más fuerte disminución en la auto administración fue encontrada cuando se bloquearon todos los receptores de hipocretina-1 del cerebro cómo si fuera un todo. Una explicación razonada de este estudio es el hecho de que la ínsula esté implicada en la regulación de los sentimientos de ansia. La ínsula contiene los receptores de la hipocretina-1. Ha sido recogido que los fumadores que sufren daños en la ínsula pierden el deseo de fumar.

## Historia y nomenclatura
En 1996, V.T. Gautvik, Luis de Lecea y colegas suyos informaron del descubrimiento de algunos genes en el cerebro de ratas preferentemente expresados en el hipotálamo, incluyendo uno que apodaron “clon 35”. Trabajaron mostrando que la expresión del clon 35 se limitaba al hipotálamo lateral. Dos años después identificarían los dos productos genéticos del clon 35 cómo las hipocretina.
Masashi Yanagisawa y colegas suyos de la Universidad de Texas del Centro Médico del Suroeste en Dallas, acuñaron el término orexina para reflectar la actividad orexigénica( estimulación del apetito) de estas hormonas. En su ensayo de 1998 ( con los derechos atribuidos a Sakurai y sus colegas), en el que describen estas hormonas, también informaron sobre el descubrimiento de los dos receptores de orexina, apodados OX1R y OX2R.
Luis de Lecea, J. Gregor Sutcliffe y otros compañeros también informaron sobre el descubrimiento de estos mismos péptidos, apodándolos hipocretina para indicar que son sintetizados en el hipotálamo y para reflectar su estructura similar a la hormona secretina (i.e., secretina hipotalámica). Ese era el mismo grupo que había identificado inicialmente el clon 35 dos años atrás.
El nombre de esta familia de péptidos es actualmente inestable. El nombre “orexina” ha sido rechazado por algunos por causa de la evidencia que los efectos orexigénicos de estos péptidos podrían ser secundarios o triviales (i.e., la hipocretina induce a los sujetos a comer más porque están más despiertos), aunque esta cuestión tampoco ha quedado resuelta, mientras que otros grupos mantienen que el nombre “hipocretina” es inapropiado, apuntando que muchos neuropéptidos tienen nombres que no están relacionados con sus funciones más importantes, y que el hecho de estar despierto es uno de los factores importantes del comportamiento alimentario. Ambos nombres, “orexina” y “hipocretina” persistirán seguramente apareciendo en los trabajos publicados hasta que un nombre preferente sea aceptado por la comunidad científica.

## Ligandos selectivos
Varias drogas que actúan en el sistema orexinérgico están en desarrollo, cómo pueden ser los agonistas orexinérgicos para el tratamiento de algunas condiciones como la narcolepsia o bien los antagonistas de las orexinas para el insomnio. Ningún agonista no-péptido está aún disponible, aunque el polipéptido sintético de la orexina-A ya está disponible en forma de spray nasal y ha sido testado en monos. Sin embargo, algunos antagonistas no-péptidos están en desarrollo; SB-649,868 está bajo desarrollo de GlaxoSmithKline para tratar trastornos del sueño y es un antagonista no-selectivo del receptor de la orexina. Otro antagonista de los receptores OX1 y OX2 ( ACT-078573, almorexante) es un compuesto similar bajo desarrollo de Actelion que también trata el insomnio primario.
Muchos ligandos que actúan en el sistema orexinérgico de manera tan rápida son polipéptidos modificados a partir de los agonistas de la orexina-A y la orexina-b, pero aun así, existen algunos antagonistas de subtipos selectivos de no-péptidos disponibles para objetivos de investigación.
- SB-334,867 – antagonista selectivo del OX1
- SB-408,124 – antagonista selectivo del OX1
- TCS-OX2-29 – antagonista selectivo del OX2

## Interacciones con otros sistemas de neurotransmisión
Ha sido mostrado que las neuronas orexinérgicas son sensibles a la entrada de receptores metabotrópicos de glutamato del grupo III, de receptores de adenosina A1, de receptores muscarínicos M3, de receptores de serotonina 5-HT1A, de receptores de los neuropéptidos Y, de los receptores de la colecistoquinina A, de las catecolaminas, y también de la ghrelina, la leptina y la glucosa. Las neuronas orexinérgicas mismas regulan la liberación de la acetilcolina, de la serotonina y de la noradrenalina, por lo que a pesar de la relativa pequeña cantidad de neuronas orexinérgicas en comparación con otros sistemas de neurotransmisión del cerebro, este sistema juega un papel regulador clave y se requiere una extensa investigación para revelar sus detalles. Las orexinas actúan en los receptores de las proteínas-acopladas Gq señalizando las vías de transducción a través de la fosfolipasa C (PLC), tanto las dependientes como las independientes de calcio. Esta transducción incluye la activación de los intercambiadores electrogénicos sodio-calcio (NCX), probablemente la activación de los canales de calcio dependientes de voltaje de tipo L, el cierre de la proteína G activada hacia dentro que permite rectificar los canales de potasio, y la activación de las proteínas quinasas, incluidas la quinasa C (PKC), la quinasa A (PKA) y una quinasa asociada a los mitógenos( MAPK). Las acciones postsinápticas de las orexinas en las numerosas células blanco neuronales a través del CNS son casi solo excitantes.